# Копировальный аппарат

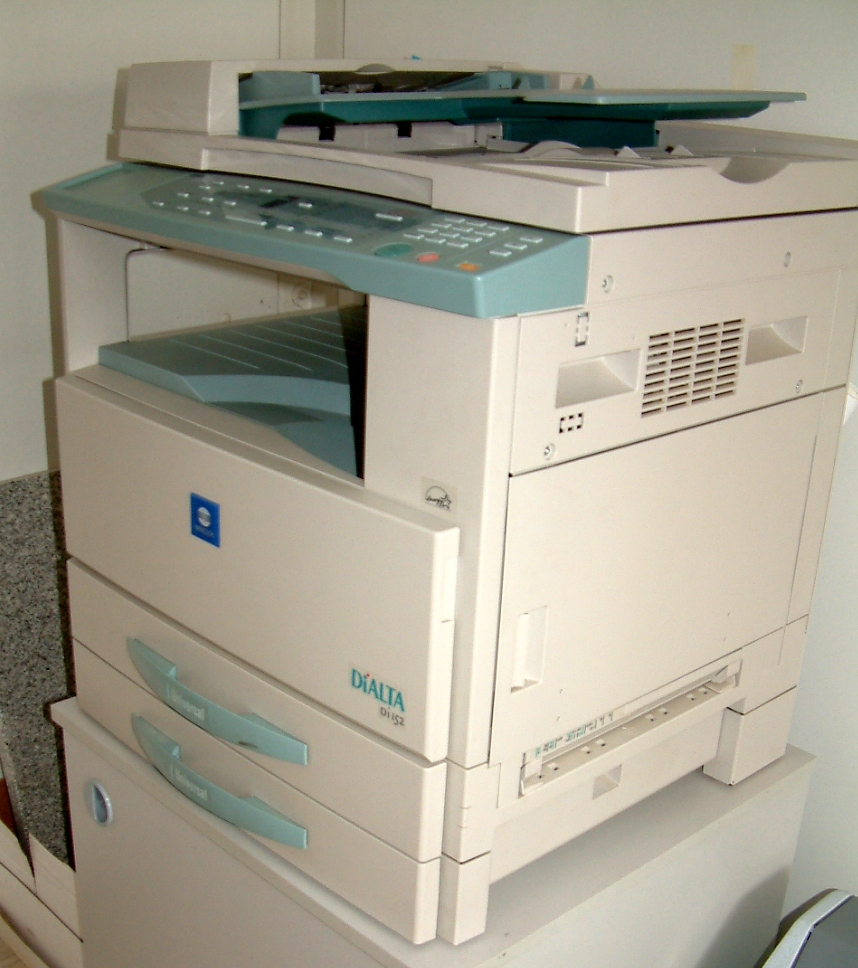
Копировальный аппарат

Копирова́льный аппара́т (сокр. копи́р; копирова́льно-мно́жительный аппара́т, электрографический станок) — устройство, предназначенное для получения быстрых копий документов, фотографий, рисунков и других двухмерных изображений на бумаге и других материалах.
В отличие от полиграфических машин, может использоваться для оперативного изготовления тиражей бланочной продукции, книг, брошюр и пр. Помимо специальных машин, к копировальным аппаратам можно отнести факсимильный аппарат и соединённые между собой сканер и принтер, в том числе в рамках единого многофункционального устройства. Так же к копировальным аппаратам можно отнести изобретения японских производителей таких как Screen, FujiFilm и др. беспроцессорный сухой офсет, а также фотопринтеры (как химические, так и нехимические).

## История
Первый факсимильно-копировальный (копировально-множительный) аппарат был создан американским изобретателем Томасом Эдисоном (1847—1931) в 1903 году. Более современная модель этого прибора до сих пор выпускается и продается в США.

## Характеристики
Основные характеристики копировальных аппаратов:
- формат оригинала и копии;
- скорость копирования;
- стоимость копирования;
- рекомендуемый объём копирования (ресурс).

## Методы получения изображения

Общая схема электрографии (ксерографии): 1) На поверхность фотобарабана наносится электрический заряд. 2) Отраженный от копируемого документа свет выборочно разряжает участки барабана. 3) На барабан наносится тонер, он задерживается на участках, сохранивших заряд. 4) Тонер переносится с барабана на бумагу, имеющую больший отрицательный заряд.

В копировальных аппаратах наиболее распространён электрографический метод печати. Также (в факсимильных аппаратах и недорогих многоцветных копировальных аппаратах) используется метод струйной печати, метод термопечати, метод сублимации, ударно-красочный метод. Остальные методы получения изображения в копировальных аппаратах распространения не получили из-за дороговизны и сложности в обслуживании.
По способу обработки исходного изображения копировальные аппараты делятся на аналоговые и цифровые. Они различаются по способу передачи изображения от оригинала к копии. В аналоговых электрографических аппаратах свет, отражённый от оригинала через систему движущихся зеркал и объектива, передаётся на фотобарабан. В цифровых — изображение с оригинала сначала сканируется с помощью линейки фоточувствительных элементов (фотодиодов) в память контроллера, обрабатывается по определённому алгоритму (иногда содержит ошибки), а затем выводится на печать через принтер, являющийся, в данном случае, неотъемлемой частью копировального аппарата (многофункциональное устройство — МФУ или многофункциональный аппарат — МФА).
Цифровые копировальные аппараты делятся на монохромные и многоцветные.
По производительности выделяют копиры малой (до 20 копий/мин), средней (20—40 копий/мин) и высокой (свыше 40 копий/мин) производительности.
По компоновке копиры делятся на напольные, настольные и промышленные. Из настольных отдельно выделяют переносные (портативные).
Настольные аппараты малой производительности формата A4 обычно называют персональными. Отдельно выделяют копиры большого формата (А0, А1), которые часто называют инженерными (CAD) системами.

## Классификация
- По габаритам:
  - портативные;
  - настольные;
  - производительные стационарные.
  - промышленные
- По принципам сканирования:
  - аналоговые;
  - цифровые.
- По цветопередаче:
  - монохромные;
  - многоцветные (по классификации иностранных производителей)
- По функциональности:
  - стандартные (для бумаги А4, А3);
  - специальные (для издательских комплексов);
  - широкоформатные (для изготовления чертежей).
- По ресурсу основных запасных частей:
  - 30 копий/день;
  - 100 копий/день;
  - 600 копий/день;
  - 10000 копий/день;
  - 1000000 копий/день.
- По скорости копирования:
  - до 6 коп/мин;
  - до 20 коп/мин;
  - до 40 коп/мин;
  - до 95 коп/мин;
  - более 100 коп/мин.

## Производители
- Canon
- HP
- Konica Minolta
- Kyocera
- Panasonic
- Olivetti
- Ricoh
- Screen
- Agfa
- Kodak
- Sharp
- Samsung
- Toshiba
- Xerox — в СССР с 1968 г.
- FujiFilm

## О названии «Ксерокс»
В России и странах бывшего СССР «ксероксами» называют любую копировальную технику, независимо от фирмы-производителя, из-за того, что первые копировальные машины, попавшие в СССР из-за рубежа, были произведены фирмой Xerox (произносится «зирокс», однако в русскоязычных странах прижился вариант «ксерокс»). Соответственно, процесс снятия копии документа стали называть «ксерокопированием», а полученную копию — «ксерокопией». Возможно, закреплению в русском языке этому способствовало и употреблявшееся до этого «ксерография» и вообще «ксеро-» (от др.-греч. ξερός [kseros], лат. xeros — «сухой») в ряде терминов. Также в употреблении глаголы «ксерить», «отксерить».
Несмотря на широкое использование названия «ксерокс», в официальной литературе и особенно рекламных материалах его стараются избегать из-за сходства с названием фирмы Xerox. Её аппараты на основе технологии ксерографии (от греческого слова, означающего «сухой» и «написание») в своё время доминировали на рынке, потеснив другие технологии копирования, и потому её товарный знак стал нарицательным для целого класса устройств. Само же название «ксерокс» для копировальных аппаратов на основе технологии ксерографии (или, более научно, электрографии) было предложено ещё изобретателем метода Честером Карлсоном, а фирма Xerox получила своё имя после переименования, когда её аппараты с этим названием стали весьма известными.
Первую партию копировальных аппаратов фирма Xerox поставила в СССР в 1968 году. Также широкое распространение в то время получили отечественные копировальные машины «ЭРА» и РЭМ (оба были выпущены в 1966 году) на три цвета разложения луча — красный, синий и зелёный.
До 1989 года в СССР можно было поставлять технику из любой страны, кроме США. Поэтому «ксероксы» прижились только после смерти Л. И. Брежнева, а до этого все аппараты этого типа имели название электрографических.

## Копировальные аппараты в СССР и России
Глядя из нынешнего времени на то, что было сорок лет назад, впору спросить — что это была за планета, на которой мы жили? Многие ли, к примеру, теперь помнят, что десятки лет, вплоть до 1980-х гг., перед двойными выходными 1-2 мая и 7-8 ноября по всей стране в учреждениях и на предприятиях сдавались в особые комнаты с решетками на окнах все пишущие машинки? И что потом эти комнаты опечатывались? «Линотип», «размноженное на гектографе», «множительная техника» — сами термины, сами понятия эти десятилетиями означали нечто архи запретное, ассоциировавшееся чуть ли не с диверсией. Ксерокс, сканер, принтер — слов таких еще не было, не то, что устройств. Не было никаких компьютеров.

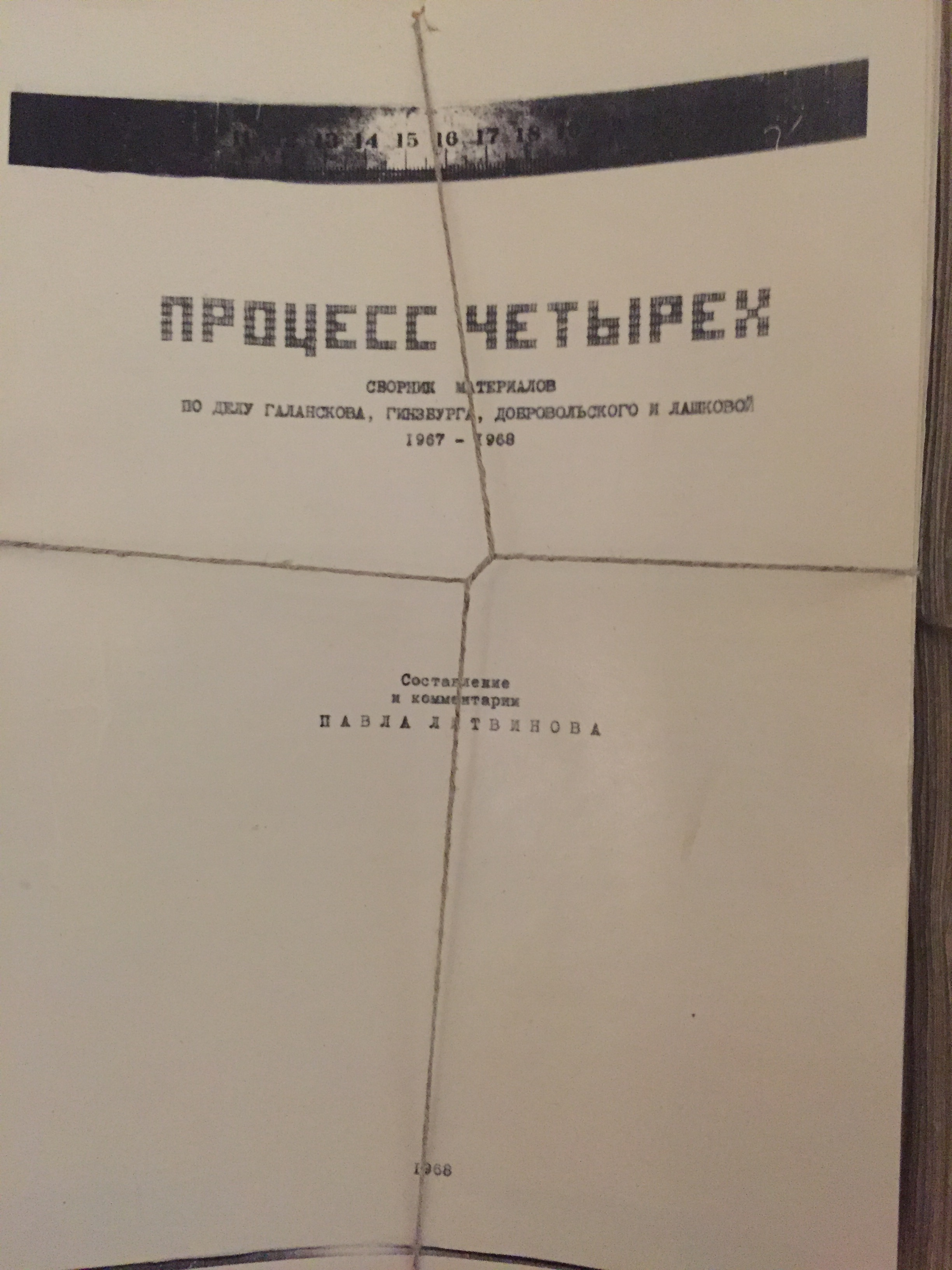
Отксерокопированный самиздатовский листок «Процесс четырёх»

В СССР, на протяжении всего времени развития копировальной техники, был сильнейший дефицит копировальных устройств, как механических и электромеханических (ротаторы, гектографы, стеклографы, шапирографы, линотипы), так и электронных, — своих копировальных устройств советская промышленность массово не изготавливала, пользовалась типографским оборудованием царского времени, а также захваченными в Германии и восточноевропейских странах и вывезенными в СССР трофейными станками. Множительные станки для новых издательств изготавливались в единичных образцах по специальному заказу в обстановке строжайшей секретности. Копировальные аппараты, разработанные советскими учёными с западных моделей по добытым разведкой чертежам серийно не производились, а продавать в СССР западную копировальную технику зарубежным фирмам запрещали сначала маккартистские законы, а затем поправка Джексона — Вэника. Тем не менее, в обход санкций, советские фирмы за рубежом, оформленные на подставных лиц незаконно закупали иностранную копировальную технику: Первые зарубежные копировальные аппараты, появившиеся в СССР в 1966 году, были аппаратами фирм «Кэнон», «Коника», «Мита», «Оливетти», «Минолта», «Рико», «Тошиба», «Шарп». Обслуживанием парка техники занималась специальная служба технических специалистов ВТИ. Данная служба обслуживала технику как отечественных так и зарубежных производителей на всей территории Советского Союза и в так называемых «соцстранах». Кроме того, в СССР было чрезвычайно трудно достать копировальную бумагу и фотобумагу. По этим причинам вплоть до краха советской системы и до начала 1990-х гг., конструкторская и технологическая документация копировалась вручную на кальку, а затем размножалась методами светокопирования. Советским гражданам иметь копировальные и множительные аппараты, как и вообще любое печатное оборудование было запрещено с 1932 года. А копировальные и множительные аппараты (гектографы), факсимильные машины, стоявшие в государственных учреждениях, в обязательном порядке регистрировались в КГБ. К крышкам копировальной техники крепились специальные проушины для её опломбирования после завершения смены. Инструкции по обращению с копировальной техникой требовали размещения её в специальных помещениях, либо без окон, либо с зарешёченными окнами, поэтому нередко советские копировальные аппараты располагались в подвалах. Ключи от кабинетов с копировальной техникой были у специально назначенных для этого лиц, несших персональную ответственность за несанкционированный доступ к ней других лиц. Копировальные аппараты хранились под замком (исключительно за металлической или обитой металлом дверью), а количество израсходованной бумаги тщательно отслеживалось. Всей этой техникой в любом советском учреждении ведали первые отделы. Устроиться на работу связанную с копировальной техникой и печатным оборудованием людям, не прошедшим специальную проверку КГБ, было невозможно. Работу операторов «ксероксов» на местах помимо КГБ контролировали проверяющие от МВД СССР и Главлита. Очевидной целью этих мер была борьба с самиздатом. Поэтому, если на Западе на любом университетском факультете стоял копировальный аппарат, к которому любой студент имел беспрепятственный доступ, то в СССР без специального допуска в помещения с копировальной техникой попасть было нельзя вплоть до распада СССР. Доступ к ним был строго ограничен, инструкции по их использованию были засекречены. Как сообщали сбежавшие на Запад советские печатники, в СССР ни одна книга, журнал, газета, даже обёртка конфет не выходила без штампа Главлита с номером, печатью и подписью дозволившего печать цензора. Аналогичным образом обстояло дело в странах соцлагеря — обычные на Западе копировальные устройства были предметами роскоши в так называемых «соцстранах». Для «фотокопирования» того или иного документа, — так назывался процесс снятия копии, — нужно было получить соответствующее письменное разрешение сначала у руководства, а затем завизировать разрешение у заведующего первым отделом.
Показатели производства копировальной техники, по официальным советским данным (опубликованным «НТР» и изданным обществом «Знание»), составляли около тысячи аппаратов собственного производства, выпускаемых Каунасским экспериментальным заводом средств автоматизации им. Э. Озарскиса и некоторыми другими предприятиями, и ещё несколько сот закупаемых за рубежом (без указания конкретики о месте покупки). Для сравнения: Япония, лидер мирового производства копировальной техники в те годы, выпускала от 1,5 до 2 миллионов фотокопировальных машин в год. Из-за страха, что части копировальных машин могут попасть в руки населения, производство советских «ксероксов» практически целиком старались сосредоточить на одном предприятии, качество их также было низким, — к примеру, подходящий двигатель завод-изготовитель сам произвести не мог, поэтому пришлось ставить на советский ксерокс двигатель от стиральной машины. Абсурдность ситуации с копировальной техникой в СССР была тем более бессмысленной, что в стране практически не было человека, который бы ни разу не держал в руках ксерокопии каких-либо стихов, повестей, гороскопов, религиозной литературы или самиздатских документов, — все знали об их существовании. Хотя в советском Уголовном кодексе не было статьи прямо запрещавшей фотокопирование неофициальных материалов, среди арестованных за нелегальное копирование были диссиденты, религиозные активисты, просто книголюбы, а также теневые дельцы, которые пытались заработать на дефицитной услуге.
Традиции запретов технологий свободного распространения информации, характерные для всякого закрытого, а то и упивающегося своей архаикой (о, эти наши вековые традиции, ах, этот наш особый путь!) общества, были всегда присущи советскому режиму. При нем сначала опечатывали и строго учитывали печатные машинки, потом принтеры, потом копиры считали опаснее бомбы террориста, потом изобличали «шпионов» с приборами GPS, а на мобильники заставляли получать разрешение в ФСБ. Если бы заря Интернета пришлась на времена СССР, его бы непременно запретили. Не успели и теперь наверстывают столь сильно запущенное.
Сверхбдительное отношение к ксероксам тормозило научно-технический прогресс в СССР, сказывалось на продуктивности труда учёных, инженеров и научно-технических работников, требовало от них затрат труда и времени на подготовку технической документации, которую на Западе можно было подготовить за секунды. Отсюда, основной объём работы научного работника в СССР занимали не исследования, а время, затраченное на «сизифов труд» — написание, черчение, перерисовывание и переписывание разного рода информации. Чертёжно-копировальные работы вручную в советских предприятиях и учреждениях занимали особую строку в распределении труда, для них существовал специально отведенный штат клерков, занимавших низшие ступени иерархии и делавших всю черновую работу. На ежегодном собрании Академии наук СССР, её вице-президент П. Федосеев пожаловался, что советские институты общественных наук получили в 1985 году четыре-пять множительных аппаратов: «Для многих институтов, — сказал он, — создалось безвыходное положение. Невозможно двигать науку, если мы до сих пор воспринимаем обычный ксерокс как „классового врага“». Такая же ситуация обстояла в перестроечном СССР не только с копировальной техникой, но и с персональными компьютерами и видео, неусыпный контроль над которыми сделал советское руководство жертвой собственной монополии на все виды информации. В результате такой политики Советский Союз не только лишил своих граждан элементарной бытовой услуги, — снять фотокопию, — но и безнадёжно отстал от остального мира в производстве фотокопировального оборудования Ко времени разгара перестройки и «гласности», стали функционировать платные машинописные бюро, где за деньги можно было получить несколько экземпляров перепечатанных машинистками вручную образцов текста. В 1987 году появились множительно-копировальные центры (МКЦ) в Таллине, Львове, Новосибирске и Тюмени. Таллинский МКЦ стал первым, который стал принимать заказы от населения, всем остальным было дозволено принимать только заверенные подписями и печатями тексты от организаций, опять же с санкции указанных выше должностных лиц. Особенностью функционирования этих МКЦ было то, что специальной инструкцией Главлита запрещалось копировать целиком газеты и журналы (только по частям), а тиражирование произведений художественной литературы было запрещено даже по частям, — под предлогом «защиты авторского права», в действительности же потому, что под маркой художественной литературы могли растиражировать чьи-либо сочинения об истинном положении дел в СССР из разряда запрещённой литературы. Такие правила распространялись на все советские копировальные центры. 
С провозглашением независимости Литвы в марте 1990 года, в последние полтора года существования советского строя, для копирования текстов из других союзных республик стали ездить в Литву, где в то время уже легально действовала фирма с множительной техникой.
С появлением рекламы на Центральном телевидении и появлением в продаже аппаратов компании Rank Xerox Ltd их рекламировала певица Алла Пугачёва, в песенной форме воспевая «ксероксы».
История разработки и производства советской и восточноевропейской копировальной техники

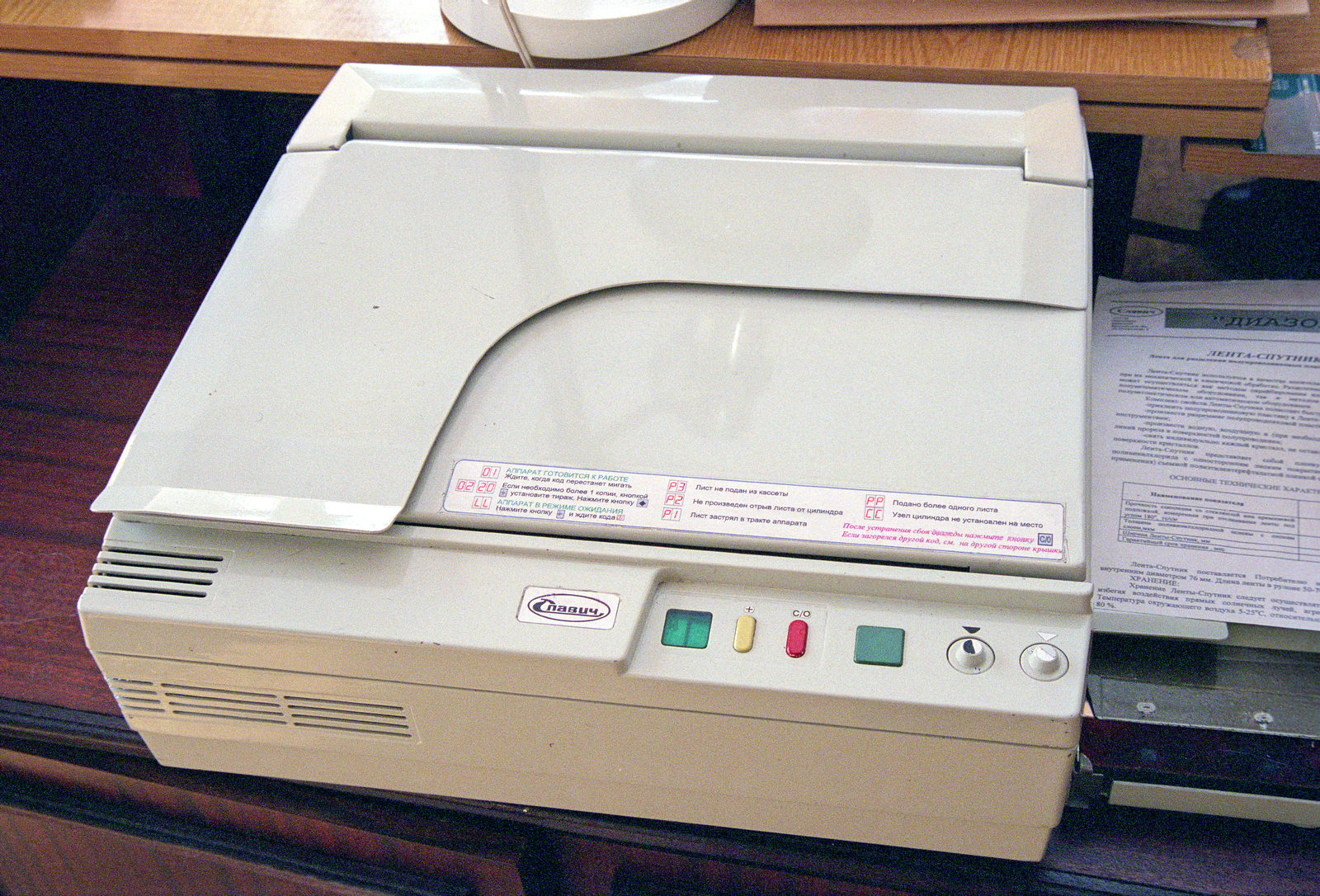
НИИ электрографии разработало металлический копировальный аппарат «Славич» по заказу Министерства обороны СССР

В 1953 году В. М. Фридкин, только что окончивший физфак МГУ, создал первый советский копировальный аппарат, а впоследствии развил теорию электрофотографии.
Начиная с 1965 года в СССР малыми партиями производились копировальные аппараты собственной разработки. Первопроходцем в этой области стал Казанский оптико-механический завод с аппаратом «РЭМ» (ротационная электрографическая машина), который выпускался в двух модификациях РЭМ-420 и РЭМ-620 («РЭМ» и его модификации в целом по принципу действия и оптической схеме повторяли аппараты Xerox). Цифры в обозначении — ширина рулонной бумаги. Позже выпуск похожих аппаратов наладили и другие заводы, в частности БелОМО и Грозненский завод полиграфических машин (под маркой «ЭРА»). В Грозном, в частности, выпускали малоформатные аппараты (формата А3 и А4), работающие не только с рулонной, но и с листовой бумагой[источник не указан 283 дня].
В странах социалистического лагеря выпускались копировальные аппараты Pentakon, Robotron (ГДР), Dokumator (ПНР), Optima.
Ранние копировальные аппараты советского производства были пожароопасны. При остановке движения бумаги (заедание в проводящем канале или поломке привода) она практически сразу же загоралась под действием мощного потока тепла от инфракрасного излучателя системы термического закрепления тонера. Поэтому в помещениях, где стояла копировальная техника обязательно монтировалась система пожаротушения, а на корпусе аппарата закреплялся углекислотный огнетушитель. Мощность электрооборудования первых аппаратов была очень большой. Так РЭМ-620 потреблял почти 8 кВт электроэнергии.

## В судебной экспертизе
Так же, как и в судебной экспертизе пишущих машинок, принтеры и копировальные аппараты можно определить по некоторым отличительным чертам из-за несовершенства процесса печати. Отклонения в работе механизмов систем подачи тонера и бумаги, могут быть причиной цветовой полосатости, которая может раскрыть информацию об индивидуальных механических свойствах устройства. Часто можно определить производителя и бренд, а в некоторых случаях, конкретное устройство, путём сравнения результатов печати среди других похожих устройств или устройств той же модели.
Также некоторые цветные принтеры и копиры стеганографически добавляют свой идентификационный код из жёлтых точек в напечатанные ими страницы, с целью защиты от фальшивомонетничества. По результатам исследования Дрезденского технического университета в 2018 году документы маркировали устройства Canon, Dell, Epson, Hewlett-Packard, IBM, Konica Minolta, Lanier, Lexmark, NRG, Okidata, Ricoh, Savin и Xerox, тогда как для Brother, Samsung и Tektronix меток не нашли.